# Goldingen
Goldingen är en ort i kommunen Eschenbach i kantonen Sankt Gallen, Schweiz. Orten var före den 1 januari 2013 en egen kommun, men inkorporerades då tillsammans med Sankt Gallenkappel in i kommunen Eschenbach.
Den tidigare kommunen omfattade även orten Hintergoldingen.